# Inscription de Yanran

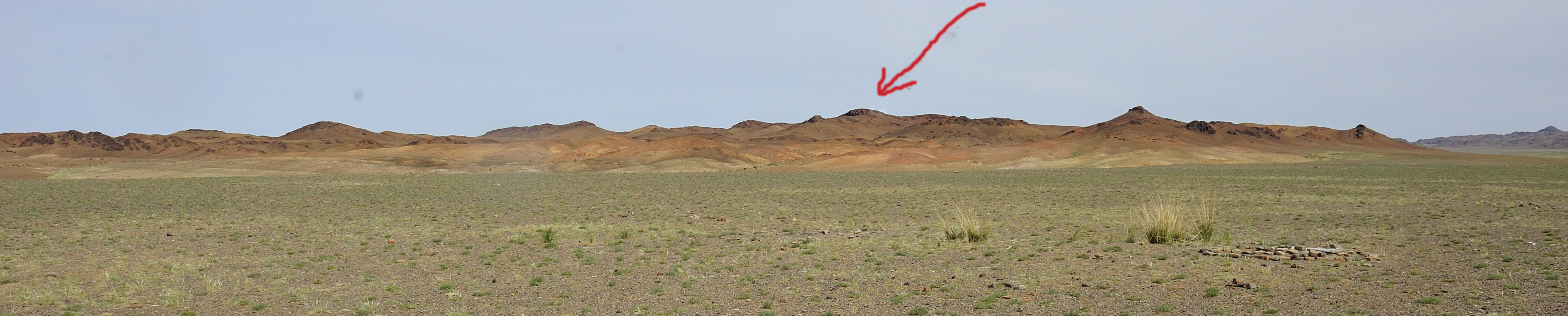
Vue générale des collines de Baruun ilgen, au sud des monts Inel (Yanran)

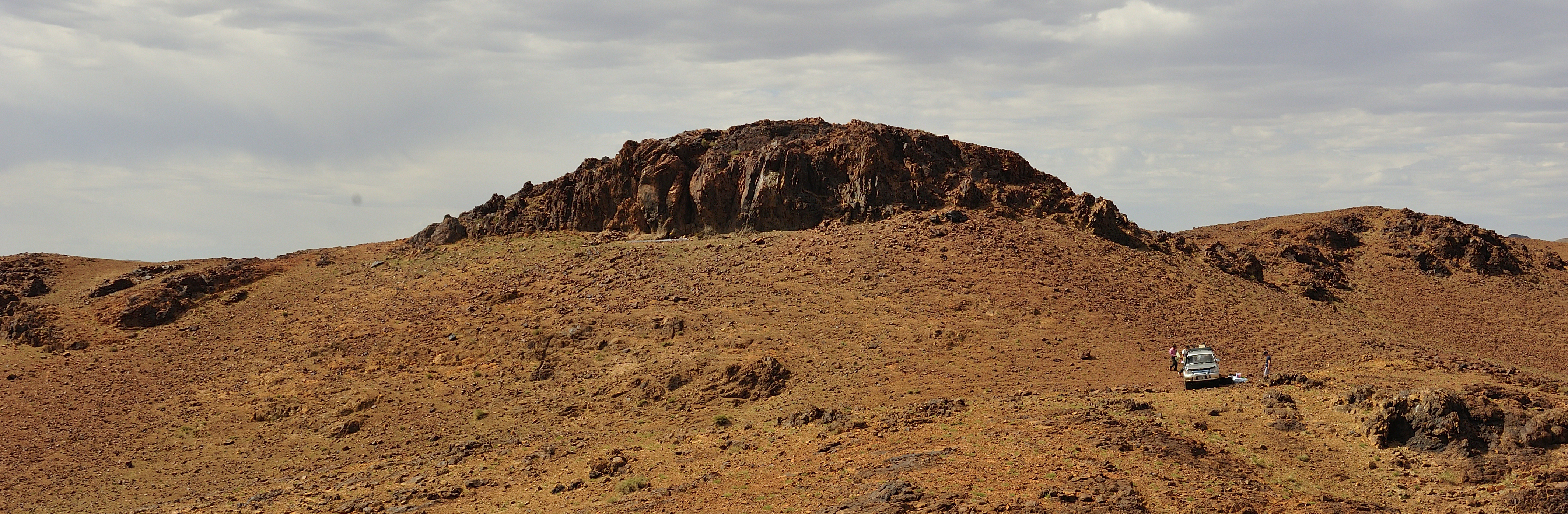
La falaise ou se trouve l'inscription du mont Yanran

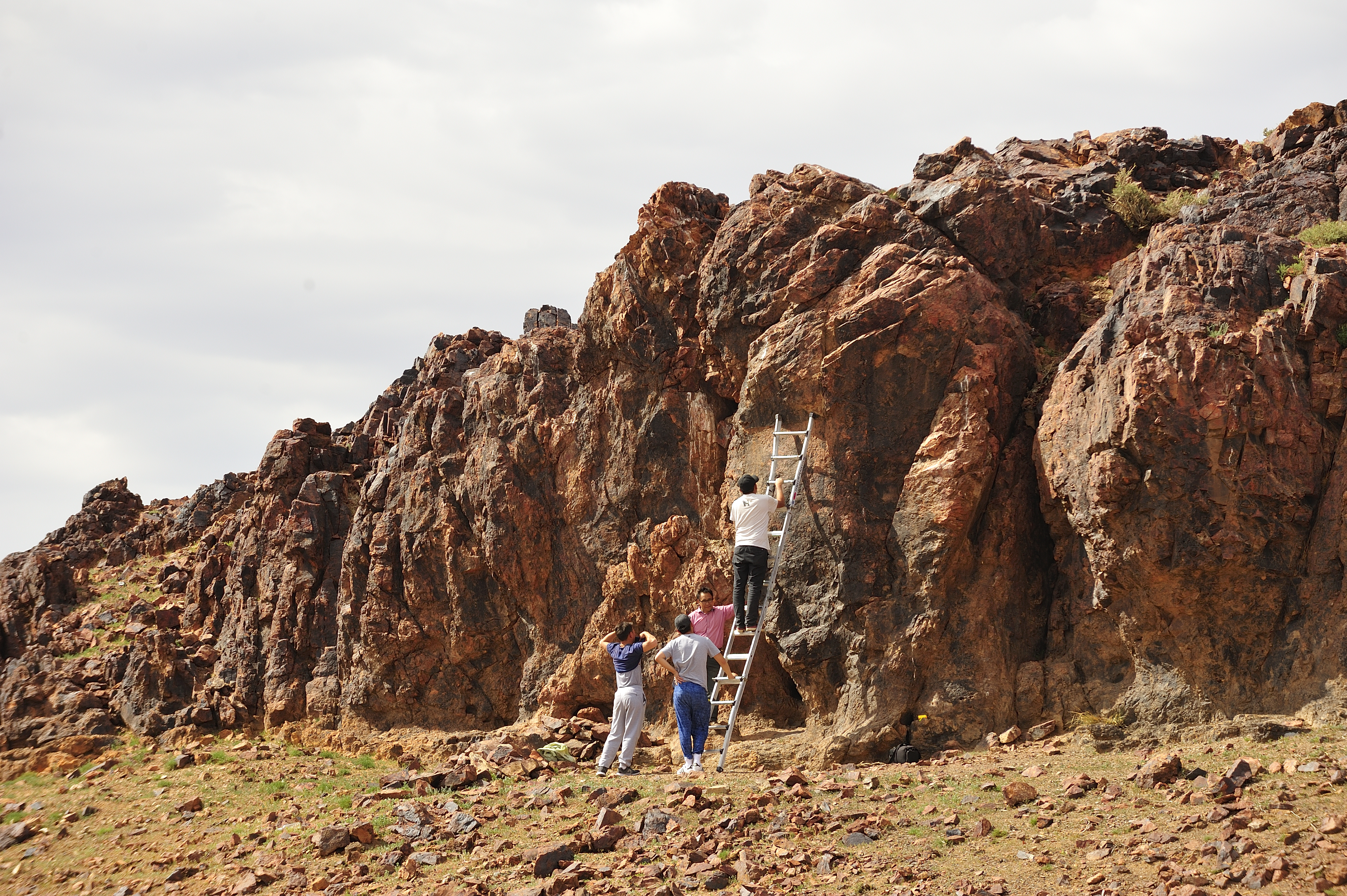
L'inscription, gravée sur une falaise

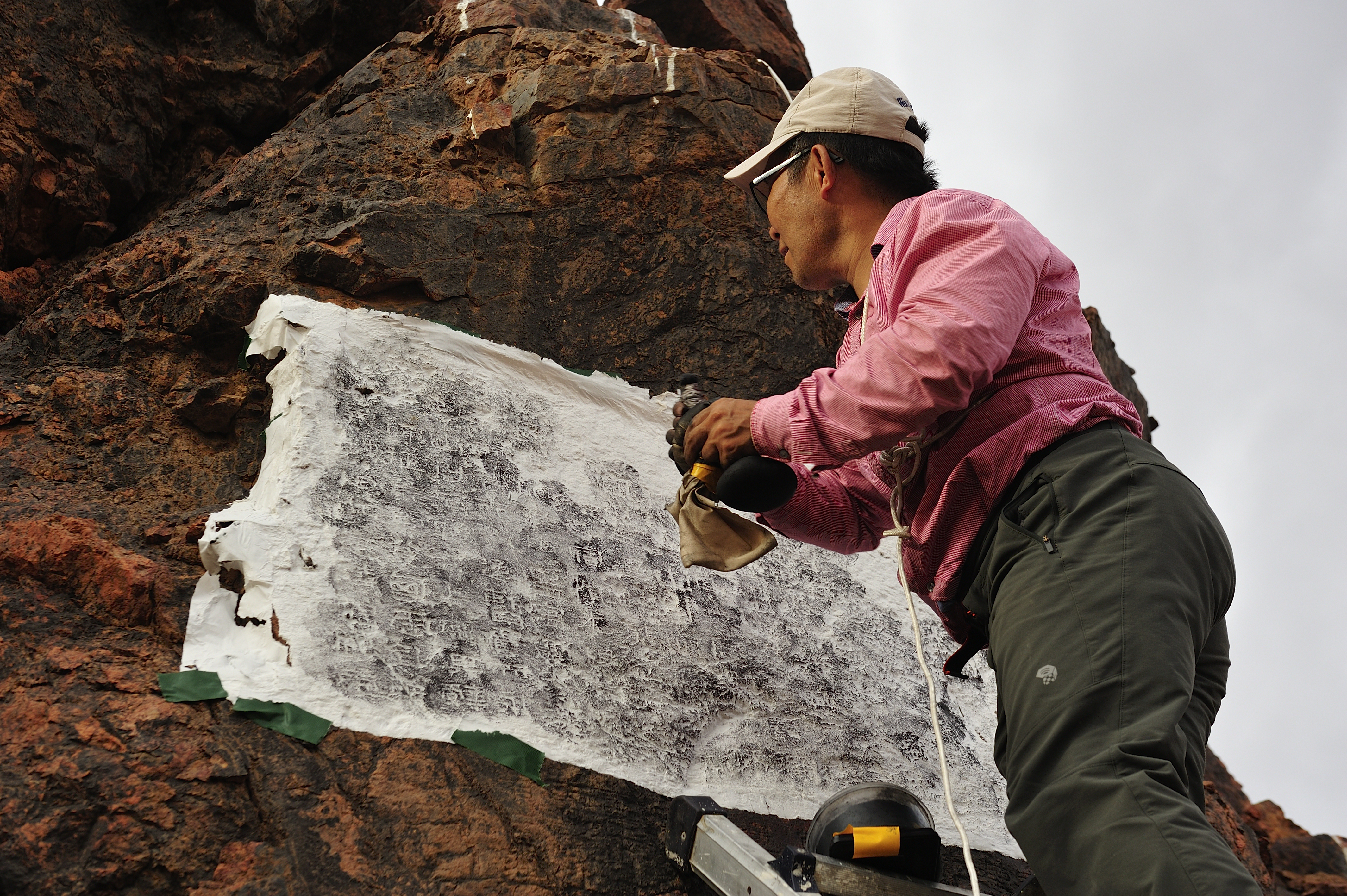
Relevé en cours de l'Inscription par la technique de l'estampage

L'inscription de Yanran, ou Inscription sur la Colline Cérémonielle du Mont Yanran (chinois traditionnel : 封燕然山銘 ; pinyin : Fēng Yānránshān Míng) en version longue, est une inscription rédigée par Ban Gu, un historien de la dynastie des Han orientaux, et gravée par le général Dou Xian sur une colline des Monts Yanran, ce qui correspond actuellement aux monts Delgerkhangai, en l'an 89. Elle commémore la victoire de Dou sur l'empire du peuple nomade des Xiongnu. Le texte gravé a été reproduit au Ve siècle dans le Hou Hanshu, ou Livre des Han postérieurs, l'histoire officielle des Han Orientaux, et l'inscription elle-même a été redécouverte par des chercheurs dans les collines de Baruun ilgen situées au sud des monts Inil/Inel, dans la province de Dundgovi, désert de Gobi, Mongolie,.

## Histoire
Durant la première année de l’ère Yongyuan (89 ap. J.-C.), le beau-frère impérial et général de Chariots et de Cavalerie Dou Xian, prend le commandement de l'armée des Han et de leurs alliés, lors d'une campagne contre les Xiongnu du Nord, qui s’achève par une bataille dans les monts Altaï. Cette bataille s’achève par une victoire décisive pour les Han.
Après la bataille, Dou Xian dirige une cérémonie commémorative dédiée au Tian (天), le Ciel, au mont Yanran. Il ordonne que des inscriptions soient gravées sur la falaise pour commémorer la victoire. Le texte est rédigé par l'historien Ban Gu, qui fait partie de son équipe. Le texte intégral a été consigné dans la Bibliographie de Dou Rong, au chapitre 23 du Livre des Han postérieurs. L'inscription commence par un récit relativement long de la bataille et se termine par cinq lignes de poésie de style Chu Ci.

## Signification culturelle
Graver une inscription sur les falaises des collines de Baruun ingen (lit :"visibles à l'ouest"), qui se situent au sud des monts Inel (Delgerkhangai), était un usage couramment utilisé dans la Chine antique pour laisser une trace d'un succès militaire. L'inscription de Yanran est l'une des plus connues, mais elle n'est donc pas la seule sur ce site; au point qu'il existe une expression "graver une pierre sur Yanran" (chinois : 勒石燕然), pour désigner ce qui était considéré comme l'une des plus grandes réalisations possibles pour un général.

## Redécouverte
Le journaliste/auteur mongol Badamsambuu.G trouve le 27 juin 2001 une falaise avec des inscriptions, ce qui lui vaut de passer à la télévision nationale mongole. Mais malgré la publicité faite autour de cette trouvaille, au début, aucun chercheur ne réussit à décoder le texte. C'est en juin 2016 que ce texte est finalement identifié comme étant celui de DOu Xian, par une équipe dirigée par le professeur M. Battulga.Ts de l'Université nationale de Mongolie. Cette identification est rendue publique via l'article "Ancient inscription at Baruun ilgen hills", publié par les professeurs Battulga.Ts, Badamsambuu.G et Batjargal.B. En août 2017, une équipe conjointe de la Chinggis Khan University de Mongolie, et de l'Université de Mongolie-Intérieure, en Chine, se rend sur place pour étudier l’inscription,. L'archéologue en chef du groupe est le professeur Chimeddorji de l'Université de Mongolie intérieure. Écrite en Écriture des clercs, un style ancien de calligraphie extrême-orientale, l'inscription comporte 260 caractères chinois, dont 220 sont lisibles. Le texte de l'inscription est identique a celui de la retranscription incluse dans le Livre des Han postérieur.

## Voir également
- Guerre Han–Xiongnu